# B. B. & Q. Band
B. B. & Q. Band (que significa Brooklyn, Bronx, and Queens Band), foi uma banda pós-disco ítalo-americana, formada em 1979 e dissolvida em 1987.

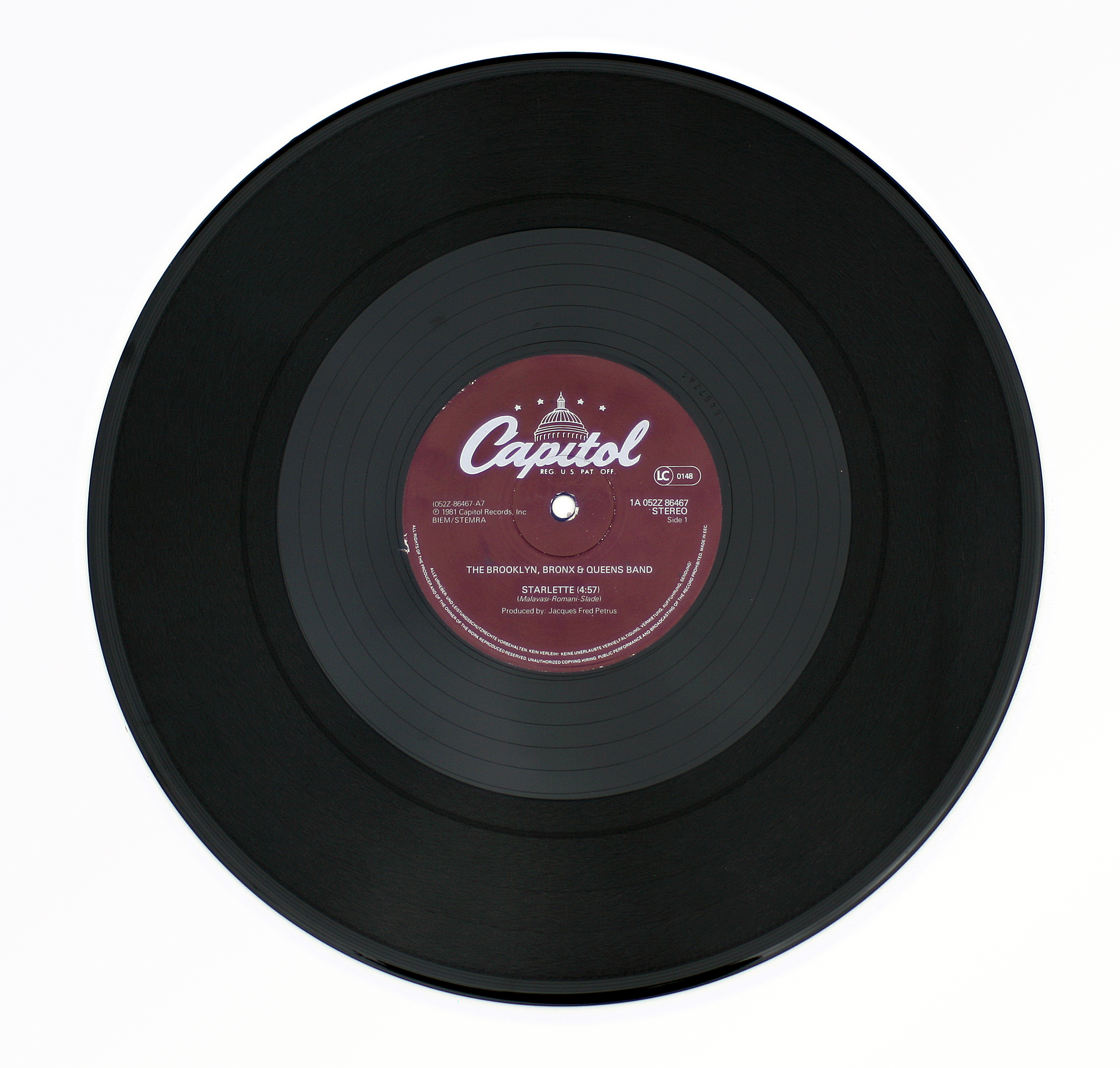
Um disco de doze polegadas da banda

## Visão geral

### Antecedentes
A B. B. & Q. Band foi um estúdio conceito criado em 1979 pelo empresário Jacques Fred Petrus. Após o sucesso com Change em 1980, e também com Macho e a banda de Peter Jacques no final dos anos 1970, Petrus e seu colega de trabalho próximo, o italiano Mauro Malavasi, decidiram lançar um novo projeto, batizado em homenagem aos três bairros da cidade de Nova York que o os membros da banda vieram. Fred Petrus reuniu vários músicos, dos quais o baixista nova-iorquino Paris Ford (creditado como Peewee Ford) e seus músicos se tornaram a banda.

### A estreia de sucesso
O álbum de estreia autointitulado pela Capitol forneceu várias melodias das quais Malavasi escreveu todas, exceto uma. O single de maior sucesso foi "On the Beat", que alcançou a 8ª posição na parada Billboard Black Singles dos EUA. Também "Time for Love" (#72 na mesma parada) misturou uma melodia com vocais do vocalista Ike Floyd.
Após a estreia, Petrus convidou o guitarrista Kevin Robinson, ex-integrante da banda Kinky Fox que conheceu já em 1980, para liderar a banda. A nova formação incluiu Chielli Minucci, Kevin Nance e Tony Bridges e pela primeira vez a banda B. B. & Q. teve um papel mais definido como banda.

### Segundo e terceiro álbuns
O segundo álbum lançado foi All Night Long, de 1982 (#32 na parada Black Albums da Billboard), que incluía "All Night Long (She's Got the Moves I Like)" (#32 na lista Hot Dance Club Play da Billboard), "Imagination" (#21 na lista de Black Singles da Billboard) e "Children of the Night" (desconhecido).
Em 1983, Six Million Times chegou ao mercado com influências de The Time e Prince. Petrus enfrentou sérios problemas econômicos em 1983, e Six Million Times foi produzido com um orçamento minúsculo durante cinco semanas em Bolonha. O álbum não se tornou um sucesso comercial e a Capitol abandonou a banda.

### Final
Em 1985, Petrus havia fechado um contrato com a Elektra Records, e B. B. & Q. Band estava de volta aos trilhos com seu último álbum Genie, incluindo sucessos menores como a faixa-título "Genie" e "Dreamer". Kae Williams, ex-membro do Breakwater contratado por Petrus, escreveu todas as faixas e co-produziu o LP em conjunto com Petrus. O álbum também mostrou os primeiros exemplos da voz de Curtis Hairston quando Petrus o convidou para ser o novo vocalista. O álbum vendeu muito bem, especialmente na Europa, mas em 1987 a B. B. & Q. Band terminou quando Petrus foi assassinado.
"Genie" foi lançado por diferentes gravadoras. Nos EUA, "Dreamer" foi lançado como lado B (com "On the Shelf" como lado A) pelo selo Your Face, que era um sub-selo da Pretty Pearl Records. Enquanto isso, o álbum "Genie" e os singles acompanhantes "Dreamer" e "Genie" foram todos lançados pela Pretty Pearl Records/Elektra Records. Os logotipos da Pretty Pearl Records e da Elektra Records foram usados nas gravadoras. No caso dos EUA, enquanto na Europa, o álbum e os singles foram lançados pela Cooltempo (Reino Unido), Break (Holanda) e ZYX (Alemanha). Além disso, diferentes imagens foram usadas para as capas dos discos dependendo do país de lançamento.
Não só os rótulos e as imagens eram diferentes. O remix de "Dreamer" de Shep Pettibone foi incluído no LP dos EUA, enquanto as edições europeias do álbum incluíam uma "versão do álbum" da faixa. O remix de Shep Pettibone foi o mesmo do lançamento de 12" pela Elektra/Pretty Pearl, enquanto a versão do álbum europeu foi igual ao lado B do 12" "On theshelf" lançado pela Your Face Records.

### The Legacy
O vocalista original Kevin Robinson gravou um novo álbum, The Legacy, creditado a Brooklyn, Bronx & Queens, que incluiu uma colaboração com Davide Romani na faixa Gotta Keep Movin' On (originalmente lançada como gravação solo em janeiro de 2021). Romani é um dos músicos-chave em suas produções clássicas dos anos 1980.

## Discografia

### Álbuns de estúdio
- The B. B. & Q. Band (1981)
- All Night Long (1982)
- Six Million Times (1983)
- Genie (1985)
- The Legacy (2022)

### Álbuns de compilação
- The Best of the B.B. & Q. Band (1988), Streetheat
- Album Collection (5xCD boxset, 2006) (B.B.& Q. Band / High Fashion), Fonte Records
- Greatest Hits & Essential Tracks (2xCD, 2009), Smith & Co

### Singles
| Ano                                                                                           | Single                                                  | Posição de pico nas paradas | Posição de pico nas paradas | Posição de pico nas paradas | Posição de pico nas paradas | Posição de pico nas paradas | Álbum             |
| Ano                                                                                           | Single                                                  | US R&B                      | US Dance                    | UK                          | NL                          | BE                          | Álbum             |
| --------------------------------------------------------------------------------------------- | ------------------------------------------------------- | --------------------------- | --------------------------- | --------------------------- | --------------------------- | --------------------------- | ----------------- |
| 1981                                                                                          | "On the Beat"                                           | 8                           | 3                           | 41                          | 16                          | 10                          | B.B. & Q. Band    |
| 1981                                                                                          | "Starlette" (Europa)/"I'll Cut You Loose" (Reino Unido) | ―                           | ―                           | ―                           | 76                          | ―                           | B.B. & Q. Band    |
| 1981                                                                                          | "Time for Love" (somente EUA)                           | 72                          | ―                           | ―                           | ―                           | ―                           | B.B. & Q. Band    |
| 1982                                                                                          | "Imagination"                                           | 21                          | 69                          | ―                           | ―                           | ―                           | All Night Long    |
| 1982                                                                                          | "All Night Long (She's Got the Moves I Like)"           | ―                           | 32                          | ―                           | ―                           | ―                           | All Night Long    |
| 1983                                                                                          | "Keep It Hot"                                           | ―                           | ―                           | ―                           | ―                           | ―                           | Six Million Times |
| 1983                                                                                          | "She's a Woman"                                         | ―                           | ―                           | ―                           | ―                           | ―                           | Six Million Times |
| 1985                                                                                          | "Genie"                                                 | ―                           | ―                           | 40                          | 32                          | ―                           | Genie             |
| 1985                                                                                          | "Minutes Away"                                          | —                           | ―                           | ―                           | ―                           | ―                           | Genie             |
| 1985                                                                                          | "On the Shelf"                                          | 72                          | ―                           | ―                           | ―                           | ―                           | Genie             |
| 1986                                                                                          | "Main Attraction"                                       | ―                           | ―                           | ―                           | ―                           | ―                           | Genie             |
| 1986                                                                                          | "Dreamer"                                               | ―                           | ―                           | 35                          | ―                           | ―                           | Genie             |
| 1987                                                                                          | "Ricochet"                                              | ―                           | ―                           | 71                          | ―                           | ―                           | Genie             |
| "—" indica lançamentos que não entraram nas paradas ou não foram lançados naquele território. |                                                         |                             |                             |                             |                             |                             |                   |